# Medicina u 1874.
◄◄ | ◄ | 1871. | 1872. | 1873. | 1874.  | 1875. | 1876. | 1877. | ► | ►►
Arhitektura • Astronomija • Biologija • Film • Fotografija • Glazba • Kazalište • Kemija • Kiparstvo • Knjige • Književnost • Kršćanstvo • Meteorologija • Medicina • Planinarstvo • Politika • Pravo • Promet • Slikarstvo • Šport • Znanost • Željeznički promet
Medicina u 1874.

## Hrvatska i u Hrvata

### Osnivanja
- 26. veljače – Pod imenom  Sbora liečnikâ kraljevina Hrvatske i Slavonije osnovan budući Hrvatski liječnički zbor.

### Rođenja
- 1. travnja – Sergej Nikolajevič Saltykov, ruski i hrvatski patolog († 1964.)

## Vanjske poveznice
|  | Zajednički poslužitelj ima još gradiva o temi Medicina u 1874. |